# Schottische Badmintonmeisterschaft 2012
Die Schottische Badmintonmeisterschaft 2012 fand vom 3. bis zum 5. Februar 2012 in Perth statt. Perth war damit zum elften Mal in Serie Austragungsort der Titelkämpfe.

## Austragungsort
- Perth, Bell’s Sports Centre

## Finalresultate
| Disziplin    | Sieger                           | Finalist                         | Ergebnis         |
| ------------ | -------------------------------- | -------------------------------- | ---------------- |
| Herreneinzel | Kieran Merrilees                 | Gordon Hoggan                    | 21-17 15-21 21-2 |
| Dameneinzel  | Kirsty Gilmour                   | Linda Sloan                      | 21-7 21-18       |
| Herrendoppel | Paul van Rietvelde Watson Briggs | Jamie Neill Keith Turnbull       | 21-18 21-14      |
| Damendoppel  | Jillie Cooper Imogen Bankier     | Rita Yuan Gao Linda Sloan        | 21-9 21-15       |
| Mixed        | Watson Briggs Imogen Bankier     | Paul van Rietvelde Jillie Cooper | 21-11 21-18      |